# Benjamin Ursinus (Bischof)

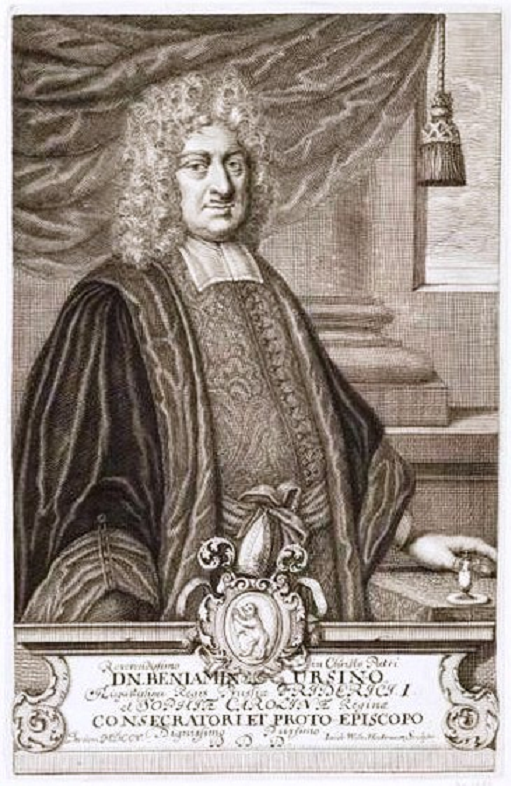
Benjamin Ursinus von Baer, Kupferstich 1705 von Jacob Wilhelm Heckenauer

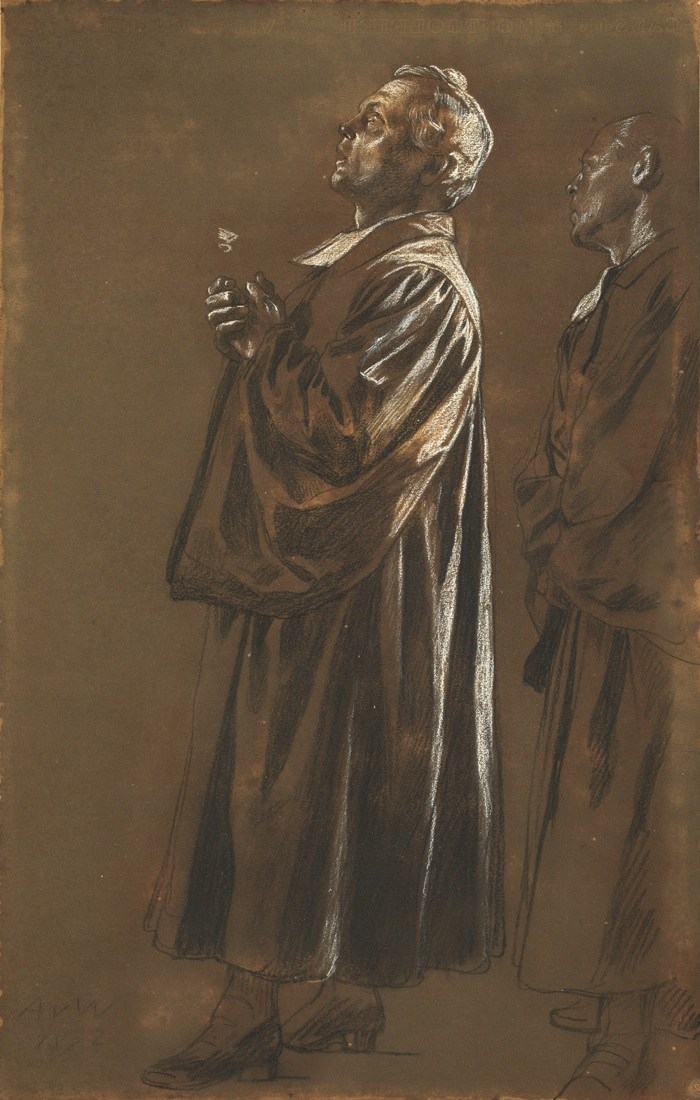
Benjamin Ursinus bei der Krönungszeremonie 1701, Kreidezeichnung von Anton von Werner (1884)

Benjamin Ursinus von Baer (auch Bär; * 12. Februar 1646 in Lissa; † 23. Dezember 1720 in Berlin) war kurfürstlich-kurbrandenburgischer Hofprediger und späterer Bischof der reformierten Kirche.

## Familie
Benjamin Ursinus entstammte einer Familie von Geistlichen. Sein Großvater, David Ursinus (* 1588; † 1644) war zunächst Pfarrer in Gollmitz, dann Koadjutor in Lissa, ab 1625 Hofprediger auf Schloss Carolath und letztlich wieder Pfarrer in Laßwitz. Benjamin Ursinus’ Eltern waren Benjamin Ursinus († 1657), der erst Konrektor in Lissa und ab 1648 Pfarrer zu St. Petri in Danzig war, sowie Elisabeth Titius aus Thorn.
Ursinus war zweimal vermählt. In erster Ehe war er seit 1671 mit Amelia Margarethe van Bilderbeck († 1677) verheiratet, der Tochter des holländischen Kaufmanns und Residenten in Köln Hendrick van Bilderbeck und der Anna Frantse. Seine zweite Ehe ging er 1678 mit Anna Adelheid Huss († 1723) ein, Tochter des königlich schwedischen Generalauditeurs und Mindener Regierungsrates Matthias Wilhelm Huss († 1681) und der Adelheid Kempen.
Aus seinen beiden Ehen gingen 18 Kinder hervor:
1. Friedrich Heinrich (* 1672; † 1739), kurbrandenburgischer, später königlich preußischer Hofrat, Geheimer Sekretär und Bibliothekar, Protonotar sowie Professor der Philosophie an der Brandenburgischen Universität Frankfurt, schließlich Geheimer Tribunalsrat in Berlin
2. Benjamin (* 1673; † 1734), preußischer Tribunalsrat, Herr auf Blockinnen, Sanditten und Solnicken in Preußen; ⚭ I. nach 1700 Louise (von) Sievert (* um 1680; † 1709); ⚭ II. 1709 Dorothea Anna Emerentia von Glaubitz († 1752)
3. Emilie Elisabeth (* 1674; † nach 1709); ⚭ I. 1691 Jacob Merchier (* 1661; † 1700), kurbrandenburgischer Hofprediger und Konsistorialrat im Herzogtum Magdeburg in Halle; ⚭ II. 1706 Sigismund Lupichius (* 1680; † 1748), Prediger der Schweizer Kolonie in Nattwerder bei Potsdam, reformierter Hofprediger bei der Erbprinzessin Henriette Marie von Württemberg, zuletzt Pfarrer in Ins im Kanton Bern
4. David Benjamin (* 1675; † nach 1714), preußischer Leutnant, 1714 auf der Festung Peitz arrestiert
5. Henriette Johanne Christine (* 1679); ⚭ 1693 Dr. Mattheus Wendt (1645–1718), kurbrandenburgischer Geheimer Hofgerichtsrat im Herzogtum Hinterpommern
6. Philipp Wilhelm (* 1680; † 1680)
7. Johann Wilhelm (* 1681; † 1750), preußischer Stallmeister und Direktor der Ritterakademien in Berlin und Frankfurt, Herr auf Gütergotz; ⚭ I. 1709 Maria Barbara (von) Sievert (* um 1690; † 1739); ⚭ II. 1740/1749 N.N. von Perbandt (* um 1720; † nach 1756)
8. Marie Amalie (Maria Emilia) (* 1682; † nach 1710); ⚭ 1699 Peter Ludwig Hendreich (* 1673; † 1725), kurbrandenburgischer Bibliothekar, Hofprediger bei der reformierten Hofkirche in Potsdam, Dr. theol. in Frankfurt/Oder, später dort auch Professor
9. Louisa Christina (* 1684; † 1737); ⚭ Gottfried von Jena (* 1684; † 1734), 1705 preußischer Legations-, Hof- und Kammergerichtsrat, Erbherr auf Döbbernitz (Neumark), Cöthen, Dannenberg und Falkenberg (alle in der Mark)
10. Karl Albrecht (* 1686)
11. Dorothea Elisabeth (* 1687)
12. Sophie (Anna) Adelheid († 1772); ⚭ Friedrich Emanuel von Froben, (* 1684; † 1757), preußischer Hofgerichtsrat und Geheimer Justizrat, Erbherr auf Quanditten
13. Eleonora Juliana (* 1691; † 1691)
14. Sophie Eleonore (* 1693; † 1754), Äbtissin des Fräuleinstiftes in Halle
15. (August) Friedrich (* 1695; † nach 1708), Schüler auf der Ritterakademie Brandenburg
16. Ottonella Henriette Sybille (* 1696)
17. Johann Kasimir (* 1698; † 1777), Erbherr auf Bornzin; ⚭ I. 1731/1734 (Regina) Eva Euphrosine von Stojentin († 1741); ⚭ II. 1742 Maria Juliana von Versen († nach 1771)
18. Christian Ludwig (* 1699; † nach 1748), Kriminalrat, dann Geheimer Justizrat in Berlin und Rat am Oberappellationsgericht; ⚭ 1733 Sophie Charlotte von Wenden (* 1713)

## Leben
Benjamin Ursinus wuchs in Danzig auf und studierte ab 1663 in Heidelberg Theologie. Auf Empfehlung seines Lehrers und späteren Schwagers Friedrich Spanheim wurde Ursinus 1667 Prediger der geheimen reformierten Gemeinde in Köln. 1670 wurde er kurfürstlich-kurbrandenburgischer Hofprediger in Berlin-Cölln.
Nach dem Herrschaftsantritt Friedrichs III. 1688 gelangte Ursinus beim neuen Kurfürsten zu wachsendem Einfluss. 1700 wurde er zum ersten königlichen Oberhofprediger und Kirchenrat ernannt und erhielt 1702 den Bischofstitel und das Prädikat Wohlwürdiger. Im Januar 1701 salbte er in Königsberg Friedrich III. zum ersten König in Preußen. Den Krönungsgottesdienst gestaltete er gemeinsam mit dem lutherischen Oberhofprediger Bernhard von Sanden.
Im Auftrag des neuen Königs war er 1703 an Gesprächen über eine Kirchenunion beteiligt, die allerdings erst ein Jahrhundert später als Altpreußische Union verwirklicht wurde.
1705 wurde er als Ursin von Baer in den erblichen Adelsstand erhoben und damit Stammvater der im 19. Jahrhundert erloschenen Adelsfamilie Ursinus von Baehr. 1712 taufte er den Sohn des Kronprinzen, den späteren Friedrich den Großen. Nach dem Herrschaftsantritt Friedrich Wilhelms I. schwand sein Einfluss am Hof schnell. Der König halbierte ihm im Zuge der allgemeinen Finanzkonsolidierung das Gehalt und entließ vier seiner Söhne aus dem Staatsdienst.
Seit 1680 war Ursinus Erbherr auf Stolpe, 1700–1715 auch auf Gütergotz.
Er starb in Berlin und wurde noch 1720 in Gütergotz beigesetzt.